# E-Mountainbike
E-Mountainbike (Abk. E-MTB) ist eine Disziplin des Mountainbikesports, bei der die Renndistanz eines Mountainbike-Rennens mit einem E-Mountainbike absolviert wird. Die Disziplin wurde 2019 durch die UCI anerkannt und ist seitdem Bestandteil des Rennkalenders der UCI. Seit 2019 werden auch Weltmeister im E-Mountainbike Cross-Country ermittelt.
E-Mountainbike-Wettbewerbe werden ausschließlich im Format von Cross-Country-Rennen (E-MTB XC) oder Enduro-Rennen (E-MTB END) ausgetragen.

## Reglement
Bei UCI-Rennen sind nur E-Mountainbikes erlaubt, die grundsätzlich durch Pedalkraft angetrieben werden und über einen Elektromotor verfügen, der den Fahrer ausschließlich beim Treten unterstützt (sogenannte "Pedelec"-Typen). Der Motor darf eine maximale Leistung von höchstens 250 Watt haben und den Pedalantrieb bis zu einer maximalen Geschwindigkeit von 25 km/h unterstützen. Eine  Anfahrunterstützung ist erlaubt, sofern eine Geschwindigkeit von 6 km/h nicht überschritten wird. Es dürfen nur Batterien verwendet werden, die gem. den Herstellerangaben am E-MTB befestigt werden können. Zusatzbatterien und Batteriewechsel während eines Rennens sind nicht erlaubt.
E-Mountainbike-Rennen werden auf Strecken ausgetragen, auf denen andere Formate des Cross-Country oder MTB-Enduro stattfinden. E-Mountainbike-Rennen dürfen jedoch nicht zeitgleich mit einem Rennen in einer anderen Disziplin auf demselben Kurs stattfinden. Ebenso nicht erlaubt sind gemischte Rennen, bei denen neben E-Mountainbikes andere Mountainbikes (nur mit Muskelantrieb) gefahren werden können. Offizielle Trainingszeiten für E-Mountainbike müssen getrennt von den Trainingszeiten für andere Mountainbike-Räder ausgewiesen werden.
E-Mountainbike-Wettkämpfe sind als  Wettkämpfe der Klasse 3 eingestuft, UCI-Punkte für die Weltrangliste werden für E-Mountainbike-Wettkämpfe nicht vergeben.

## Wettkämpfe
Die wichtigsten internationalen E-Mountainbike-Wettbewerbe im Cross-Country werden seit 2019 durch die World E-Bike Serie organisiert. Zur Saison 2020 wurden die Rennen der World E-Bike Serie zum UCI-E-Mountainbike-Weltcup zusammengefasst.
Die Weltmeisterschaftsrennen im E-Mountainbike-Cross-Country werden im Rahmen der Mountainbike-Weltmeisterschaften ausgetragen.
Die ersten offiziellen Deutschen Meisterschaften im E-Mountainbike fanden 2020 statt.

## Belege
1. ↑  Erste offiziell anerkannte E-Bike-Rennserie. emtb-news.de, 17. Februar 2019, abgerufen am 9. März 2021.
2. ↑  Promis und Skepsis bei der ersten E-MTB-Weltmeisterschaft. derstandard.at, 3. September 2019, abgerufen am 9. März 2021.
3. ↑  WES presents the first-ever UCI E-Mountain Bike Cross-country World Cup. worldebikeseries.com, 18. Februar 2020, abgerufen am 9. März 2021 (englisch).
4. ↑  BDR stellt neue E-Bike-Meisterschaft vor. bdr-medienservice.de, 27. Januar 2020, abgerufen am 9. März 2021.